# Гутман, Виталий Александрович
 Гутман Виталий Александрович (род. 14 февраля 1962 года, с.Белицкое, Донецкая область, УССР, СССР) — первый заместителя председателя думы Астраханской области седьмого созыва с сентября 2021 года, министр образования и науки Астраханской области в 2005—2021 годах. Кандидат педагогических наук.

## Биография
Родился 14 февраля 1962 года в c.Белицкое, Донецкой области. В 1970 году семья переехала в Астрахань.

## Образование
В 1979 г. — окончил СОШ № 22 г. Астрахани.
В 1987 г. — окончил исторический факультет Астраханского государственного педагогического института по специальности «История» с присвоением квалификации «Учитель истории и обществоведения».
В 2001 г. — прошел переподготовку в Астраханском филиале Волгоградской Академии государственной службы по специальности «Государственное и муниципальное право».
17 февраля 2005 г. в Самарском государственном педагогическом университете защитил диссертацию на соискание ученой степени кандидата педагогических наук по теме «Проектный метод в деятельности органа управления как средство развития территориальной системы образования».

## Карьера
1979—1980 гг. — грузчик-стропальщик в УПТК треста Астраханводопроизводстрой.
1984—1985 гг. — служба в рядах Советской армии. Был досрочно демобилизован в связи с рождением второго ребёнка.
1985—1988 гг. — учитель истории в СОШ № 33.
1988—1991 гг. — организатор внешкольной внеклассной воспитательной работы в СОШ № 19.
1991—1994 гг. — директор СОШ № 19.
1994—2002 гг. — начальник отдела дошкольного, общего и профессионального образования Департамента общего и профессионального образования Администрации Астраханской области.
2003—2004 гг. — первый заместитель председателя Комитета по образованию и науке администрации города Астрахани.
2004—2005 гг. — председатель Комитета по образованию и науке администрации города Астрахани.
2005—2021 гг. — министр образования и науки Астраханской области.

## Деятельность в качестве регионального министра образования
C 2005 года Виталий Гутман возглавляет Министерство образования и науки Астраханской области.
В декабре 2005 г. В. А. Гутман становится победителем конкурса «Лидер в образовании — 2005» в номинации «Лидер органов управления образованием».
3 июля 2006 года на парламентских слушаниях Комитета Госдумы по образованию и науке "О ходе реализации и перспективах развития приоритетного национального проекта «Образование» Гутман рассказал об опыте реализации национальных проектов в Астраханской области. В комментарии «Учительской газеты» по поводу принятой на слушаниях рекомендации «начиная с 2006 года в рамках ПНПО проводить конкурс по выявлению субъектов Российской Федерации, которые наиболее успешно внедряют комплексные проекты развития образования» Астраханская область называется первым регионом-конкурсантом, готовым участвовать во всероссийском состязании.
В публикации «Учительской газеты», посвящённой Гутману, приводятся данные об изменениях в сфере образования в Астраханской области с 2005 по 2014 год и отмечается, что «за это время регион стремительно вырвался вперед и все чаще появляется в списках лидеров в самых различных областях, в том числе и в образовании». В публикации приводятся цифры и факты по изменениям в образовании в Астраханской области с 2005 по 2014 год:

- проведены капитальный ремонт и работы по благоустройству в 186 общеобразовательных учреждениях;
- свыше 12 тыс. единиц современного компьютерного оборудования поставлено во все общеобразовательные учреждения региона; количество обучающихся на 1 компьютер сократилось с 20 до 8 человек;
- приобретено более 640 тыс. единиц учебной и художественной литературы — учебниками обеспечены учащиеся всех начальных классов и классов, обучающихся в экспериментальном режиме по новым федеральным государственным образовательным стандартам;
- в 198 школ поставлено 20 тыс. единиц спортивного оборудования и инвентаря;
- приобретено 172 единицы школьного автотранспорта;
- все общеобразовательные учреждения области обеспечены высокоскоростным доступом к сети Интернет и wi-fi-оборудованием.

В ноябре 2016 года на посвящённом оптимизации бюджета заседании областного правительства Гутман сообщил, что за десять лет в связи с оптимизацией численности бюджетных учреждений реорганизовано 37 общеобразовательных организаций и 13 организаций дополнительного образования. В частности, в 2016 году на 1 октября сокращено 1005 человек, занятых в образовательных организациях. По словам Гутмана, «все ресурсы для возможной экономии средств мы исчерпали. Больше сокращать и оптимизировать просто нечего».
10 июля 2018 г. Гутман вошёл в состав комитета национального проекта «Образование». Журналисты некоторых СМИ назвали его единственным представителем регионального Минобрнауки в этом комитете (в состав комитета вошёл также министр Правительства Москвы, руководитель Департамента образования города Москвы Исаак Калина). Гутман отметил по поводу направлений работы в комитете:

В работе комитета будет уделяться внимание сразу нескольким приоритетным направлениям. Это создание детских садов для детей от двух месяцев до трёх лет, вопросы, связанные с мотивацией учителей, изменением системы повышения квалификации педагогов, аттестацией педагогических кадров. Одно из ключевых направлений — развитие дополнительного образования. Мы уже предлагаем свои идеи, свой опыт по этим сферам. Нам действительно есть чем поделиться с коллегами.

18 и 19 марта 2019 г. в Астрахани прошел Всероссийский семинар-совещание по вопросам реализации одного из направлений нацпроекта «Образование» — «Учитель будущего». «Учитель будущего» — это новый, взгляд на систему повышения квалификации учителей. Кейс направлен на внедрение национальной системы учительского роста, которая призвана создать условия для карьерного роста учителей. В регионе планируется создать два центра непрерывного развития профмастерства работников системы образования, а также центр аккредитации профессиональных компетенций педагогов. В рамках проекта «Учитель будущего» Гутманом была предложена новая система отбора директоров школ.
23 августа 2018 г. по инициативе Виталия Гутмана был создан региональный родительский комитет с целью повышения эффективности ресурса государственно-общественного управления в развитии образования на территории Астраханской области. Гутман выразил уверенность, что областной родительский комитет станет надёжным партнёром министерству. Решение о проведении областных родительских собраний было принято на встрече депутата Государственной Думы РФ Олега Шеина и активистов Многодетных Активных Мам Астрахани с министром образования и науки региона Виталием Гутманом.

«Если есть обращение из одной школы, что родителей, например, понуждают покупать рабочие тетради, это проблема одной школы, а если такие заявления идут от нескольких десятков учреждений, то это уже системная проблема», — добавил депутат.

В общенациональных СМИ регулярно освещается идея Гутмана о создании детского плавучего технопарка «Кванториум», где учащиеся могут изучать робототехнику, аквакультуру и IT-технологии. В 2019 г. планируется открыть передвижной технопарк, который сможет охватить большое количество детей в сельских районах.

«Первый „Кванториум“ будет открыт осенью этого года на базе IT Fabrika. Второй — будет создан прямо на теплоходе и начнет работу в 2019 году. Это будет уникальный не только для региона, но и для всей страны проект, плавучий передвижной технопарк», — уточнили в медиацентре со ссылкой на регионального министра образования и науки Виталия Гутмана".

Открытие первого «Кванториума» состоялось в декабре 2018 года. В СМИ продолжается освещение идеи Гутмана о создании мобильного «Кванториума» на базе теплохода, однако уже с более отдалёнными сроками реализации (до 2024 года).
В связи с уходом в отставку губернатора Александра Жилкина и назначением и.о. губернатора Сергея Морозова правительство Астраханской области было отправлено в отставку, но Гутман продолжил исполнять обязанности областного министра образования. После избрания губернатором Игоря Бабушкина Гуман 5 декабря 2019 года был вновь назначен на должность министра.
В июне 2021 года в СМИ появились сообщения о готовящейся смене министра образования и науки Астраханской области в связи с тем, что Гутман готовится принять участие в выборах в депутатов облдумы. 16 июля 2021 года распоряжением губернатора Игоря Бабушкина Виталий Гутман освобожден от должности министра образования и науки Астраханской области.

### Дистанционное образование
После появления сообщений о том, что Астраханская область вошла в эксперимент по внедрению в российских школах и колледжах цифровой образовательной среды Виталий Гутман 29 июня 2020 года встретился с активными родителями, которых испугала новость об эксперименте. Видео встречи было выложено в аккаунте Instagram регионального министерства образования, встреча привлекла внимание СМИ. Особое внимание привлекла фотография, на которой Гутман взял в руки принесённый участниками встречи плакат с надписью «Наши дети должны учиться в школе, а не на кухне». По мнению политтехнолога Алёны Август, такой пиар-ход может еще больше настроить жителей региона против эксперимента и подрывает доверие людей к власти. «Специалист уровня министра не может так себя вести. Дело даже не в столь радикальных формах «протеста», а сколько в непонимании чиновником самой реформы», — комментирует политтехнолог поступок Гутмана.

### Фестиваль нетрадиционных плавсредств «Каналия»
При поддержке министерства образования в Астрахани с 2013 года ежегодно проводится фестиваль нетрадиционных плавсредств «Каналия», который в СМИ сравнивают с шоу Red Bull Flugtag. Гутман лично принимает участие в фестивале: в 2013 году министр стал победителем на «Божьей коровке», в 2015 году занял второе место на плавающем «танке», а в 2016 году проплыл на «Лунном арбузе». В 2017 году Гутман участвовал в фестивале в образе Александра Дюма, а в 2019, в связи с тематикой фестиваля, посвящённой Году здоровья в Астраханской области, Гутман предстал в образе Айболита.

## Деятельность в областной думе
На выборах депутатов Думы Астраханской области седьмого созыва, которые прошли с 17 по 19 сентября 2021 года, Гутман был избран депутатом по партийному списку от «Единой России». На состоявшемся 23 сентября 2021 года первом заседании думы Виталий Гутман избран первым заместителем председателя облдумы, одновременно возглавил комитет по бюджету и налогам. В СМИ отмечалось, что как заместитель председателя облдумы Гутман вошёл в число депутатов, которые работают в Думе полный рабочий день и получают зарплату.

## Оценки деятельности

### Положительные
На вопрос, почему именно Гутман был назначен министром, губернатор Александр Жилкин ответил: «Потому что он высокопрофессиональный, мобильный человек, у него хорошие отношения с Министерством образования и науки РФ, они говорят на одном языке, при нем область вошла в эксперимент по образовательным округам и внедряет все новое, что появляется в рамках модернизации российского образования, предлагает свои инновации, которые подхватывают другие регионы».
Заместитель министра просвещения РФ Марина Ракова отметила высокую активность Виталия Гутмана в развитии инициатив федерального ведомства: «Команда Виталия Александровича не просто выполняет мероприятия в рамках нацпроекта, но также является соразработчиком национального проекта «Образование». Астраханские педагоги – передовики по многим направлениям. Именно поэтому мы рассматриваем регион как своего ключевого партнёра в реализации нацпроектов».
Журналист Глеб Иванов, подводя итог деятельности Гутмана на посту министра образования, высказал следующее: «За истекшие 16 лет Гутман и возглавляемое им ведомство ни разу не попадали в серьёзные скандалы, куда его неоднократно пыталась втравить астраханская оппозиция в лице эсеров. Незаносчивый, не любящий показухи – он так и не появился ни в одной из соцсетей».

### Отрицательные
Некоторые инициативы В. А. Гутмана подвергались критике в СМИ, в том числе его идея создания в школах области Управляющих советов, которые участвовали бы в разработке основных направлений развития школы, в разработке критериев оценивания деятельности педагогических работников и определении степени их соответствия этим критериям при распределении стимулирующей части фонда заработной платы, а также в контроле над расходованием бюджетных и внебюджетных средств, закрепленных нормативно-правовым актом Министерства образования и науки Астраханской области.

Управляющий совет — коллегиальный орган и одно из направлений его работы — обеспечение прозрачности сферы финансово-хозяйственной деятельности общеобразовательного учреждения. Уже с самого начала было понятно, что никакой прозрачности в управлении школой директора не потерпят, и в итоге Управляющие советы стали привычной для Астрахани проформой.
— Виктор Зоркий (Астраханский областной общественно-политический еженедельник «Факт и компромат», № 41)
7 июня 2010 года голодовку объявили 11 учителей «Центра детского научно-технического творчества». Они выступали против реорганизации центра, который присоединяли к областному автономному учреждению «Центр эстетического воспитания детей и молодежи». По мнению учителей, это должно было привести к тому, что обучение у них станет платным, а педагоги останутся на улице. Ранее слитые с этой организацией кружки, такой как «Клуб юных моряков», были закрыты, а их помещения — сданы в коммерческую аренду. К акции присоединились руководитель фракции «Справедливая Россия» в Астраханской областной Думе Александр Каманин, молодежное движение «Точка Отсчета» и главный редактор Астраханского еженедельника «Факт и Компромат».
По мнению министра образования Астраханской области Виталия Гутмана, предлагаемая реорганизация позволит оптимизировать число детских учреждений дополнительного образования, аккумулировать бюджетные средства и педагогические кадры. Учителя считают, что действия властей приведут к сокращениям преподавательского состава, а само обучения в кружках станет платным, в результате чего большинство детей из малообеспеченных семей — основной контингент творческих центров — останется на улице..
После встречи с Гутманом 9 июня 2010 года акция была временно приостановлена до выводов комиссии по урегулированию конфликта. Виталий Гутман заверил, что «все кружки, функционировавшие в центре на бесплатной основе, останутся в прежнем объеме, а в новом объединенном штатном расписании сохранены все до одной ставки». По словам Гутмана, «выиграют все: преподаватели — в зарплате, дети — в получении качественных образовательных услуг по новым и интересным направлениям».
15 июля 2010 года была начата вторая голодовка, на этот раз в акции приняли участие 19 человек. По словам Светланы Лавровой, педагога Центра научно-технического творчества, причиной возобновления голодовки стало то, что договорённость с участниками акции не была выполнена министерством образования. Лидер молодежного движения «Точка отсчета» Александр Алымов отметил по поводу второй голодовки: «учителям обещали, что реорганизация не повлияет на заработную плату сотрудников, однако деньги участникам акции были выплачены без стимулирующих надбавок, а из штатного расписания видно, что зарплата в среднем станет меньше на 1000 рублей». Заместитель председателя Госдумы Астраханской области Александр Каманин заявил, что реорганизация проводилась с целым рядом нарушений: «Я писал в прокуратуру, прокуратура отменила постановление Астраханской области, и коллектив центра просуществовал в подвешенном состоянии до конца учебного года. Людей должны были уведомить о предстоящей реорганизации за два месяца. Этого сделано не было».
20 июля на встрече с министром Гутманом педагогам астраханского областного «Центра детского научно-технического творчества» был предложен альтернативный вариант реорганизации: присоединение к Астраханскому инженерно-строительному институту. Первоначально участники акции отказались, но во второй половине дня приняли предложение. По словам участницы акции протеста, педагога центра научно-технического творчества Ольги Ляшенко, им сказали, что если они откажутся от предложенного варианта, то не получат зарплаты в течение двух месяцев, а с начала 2011 года их ждет сокращение штата и зарплаты.
В сентябре 2011 года из-за бездействия возглавляемого Гутманом министерства образования в астраханских школах не был решён вопрос с горячим питанием для учеников 1-4 классов. Проблема замалчивалась и, только при участии общественности и родителей, стала известна. По мнению председателя правительства Астраханской области Константина Маркелова, это было «самоуправство министра». Губернатор Астраханской области Александр Жилкин объявил выговор Виталию Гутману.
25 марта 2016 года председатель Координационного совета МГЕР Денис Давыдов опубликовал заявление, в котором предложил министру Виталию Гутману уйти в отставку после того, как студенты Социально-педагогического колледжа пожаловались молодогвардейцам на отвратительные условия проживания в общежитии.

«Я считаю, что панибратство между руководителем ссуза и главой регионального минобра, из-за которого страдают учащиеся, не должно оставаться безнаказанным. Поэтому обращаюсь к Виталию Гутману: уважаемый министр образования Астраханской области! Прекратите защищать халатность своих подчиненных, приведшую к тому, что студенты колледжа доведены до отчаяния. С учётом всех скандалов вокруг Вашей фигуры, если Вы не смогли за 11 лет управления сферой образования в регионе наладить работу в подведомственных Вам учреждениях, может быть Вам лучше подать в отставку?»

Через несколько дней активисты «Молодой Гвардии» обратились также к Генеральному прокурору РФ и министру образования и науки России с просьбой отправить Гутмана в отставку.
В ноябре 2018 года всем фракциям Областной думы поступила жалоба от педагогов находящейся в Астрахани школы-интерната им. С. Здоровцева и законных представителей детей-сирот и детей, оставшихся без попечения родителей. В жалобе высказывались опасения по поводу кардинальных изменений в деятельности и существовании школы-интерната им. С. Здоровцева, перепрофилировании его деятельности, и ущемлении прав детей-сирот. С критикой Гутмана выступил побывавший в школе-интернате депутат Александр Каманин:

Министр образования Астраханской области Виталий Гутман доказывает, что это своевременный шаг, поскольку в регионе сироты перевелись, а дети-аутисты становятся мировой проблемой.

По мнению Каманина, перепрофилирование делается, чтобы «отрапортовать президенту и правительству, что с сиротством покончено». Каманин отметил, что «интересы сирот должно отстаивать государство, но его представляют чиновники-экспериментаторы».
5 октября 2021 года состоялся около регионального здания министерства образования и науки одиночный пикет активиста Ярослава Савина, который держал плакат с надписью «Угаров! Не повторяй ошибок Гутмана» (Егор Угаров занял пост министра образования региона после Гутмана). Активист отметил, что в прошлом году обращался к Гутману по поводу неудовлетворительного состояния школьных туалетов, но за год ситуация не улучшилась. По мнению Савина, «Гутман недобросовестно исполнял свои обязанности как министр».

## Государственные награды
- В 2002 году награждён нагрудным знаком «Почетный работник общего образования РФ».[9]

## Семья
Женат, имеет сына, дочь и двух внуков.
Жена — Гутман Ляйля Равильевна, директор ГБОУ АО «Астраханский технический лицей». Имеет значок «Отличник просвещения РФ» (1996), Почетный знак Губернатора Астраханской области «За профессиональные заслуги» (2014). Награждена Почётной грамотой (2010) и благодарственным письмом губернатора Астраханской области (2013).
Дочь — Султанова Алина Витальевна, гендиректор ООО «Дневник.ру-Юг» — регионального представительства всероссийской компании Дневник.ру.